# Nederländernas Grand Prix 1980
Nederländernas Grand Prix 1980 var det elfte av 14 lopp ingående i formel 1-VM 1980.  

## Resultat
1. Nelson Piquet, Brabham-Ford, 9 poäng
2. René Arnoux, Renault, 6
3. Jacques Laffite, Ligier-Ford, 4
4. Carlos Reutemann, Williams-Ford, 3
5. Jean-Pierre Jarier, Tyrrell-Ford, 2
6. Alain Prost, McLaren-Ford, 1
7. Gilles Villeneuve, Ferrari
8. Mario Andretti, Lotus-Ford (varv 70, bränslebrist)
9. Jody Scheckter, Ferrari
10. Marc Surer, ATS-Ford
11. Alan Jones, Williams-Ford

### Förare som bröt loppet
- Derek Daly, Tyrrell-Ford (varv 60, bromsar)
- Bruno Giacomelli, Alfa Romeo (58, olycka)
- Eddie Cheever, Osella-Ford (38, motor)
- Riccardo Patrese, Arrows-Ford (29, motor)
- Jean-Pierre Jabouille, Renault (23, hantering)
- Vittorio Brambilla, Alfa Romeo (21, olycka)
- Geoff Lees, Ensign-Ford (21, olycka)
- John Watson, McLaren-Ford (18, motor)
- Emerson Fittipaldi, Fittipaldi-Ford (16, bromsar)
- Nigel Mansell, Lotus-Ford (15, bromsar)
- Elio de Angelis, Lotus-Ford (2, olycka)
- Didier Pironi, Ligier-Ford (2, olycka)
- Hector Rebaque, Brabham-Ford (1, växellåda)

### Förare som ej kvalificerade sig
- Rupert Keegan, RAM (Williams-Ford)
- Jan Lammers, Ensign-Ford
- Mike Thackwell, Arrows-Ford
- Keke Rosberg, Fittipaldi-Ford
- Jochen Mass, Arrows-Ford (deltog ej)

## Bildgalleri

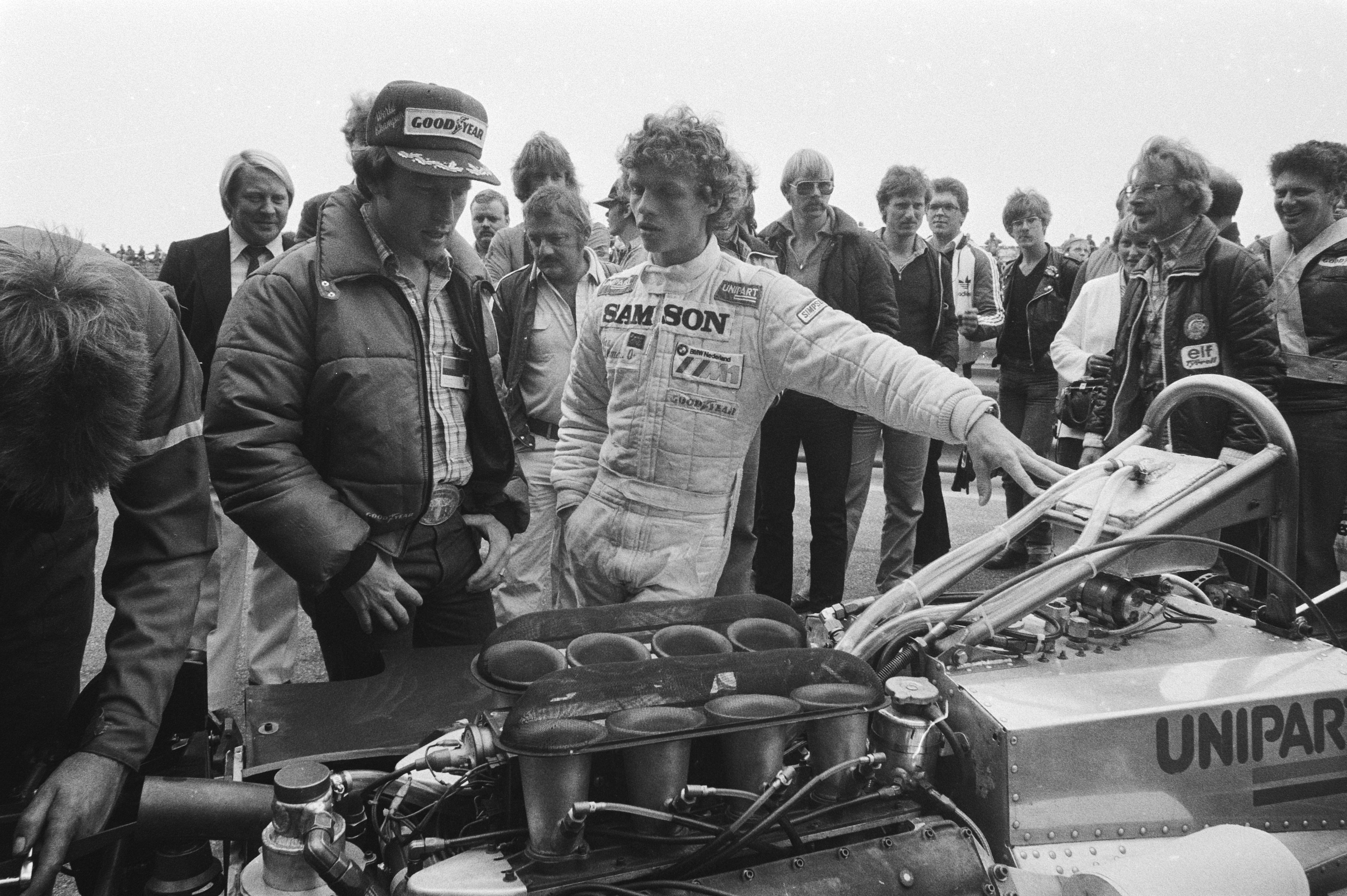
Kenny Roberts (vänster) i samtal med Jan Lammers.
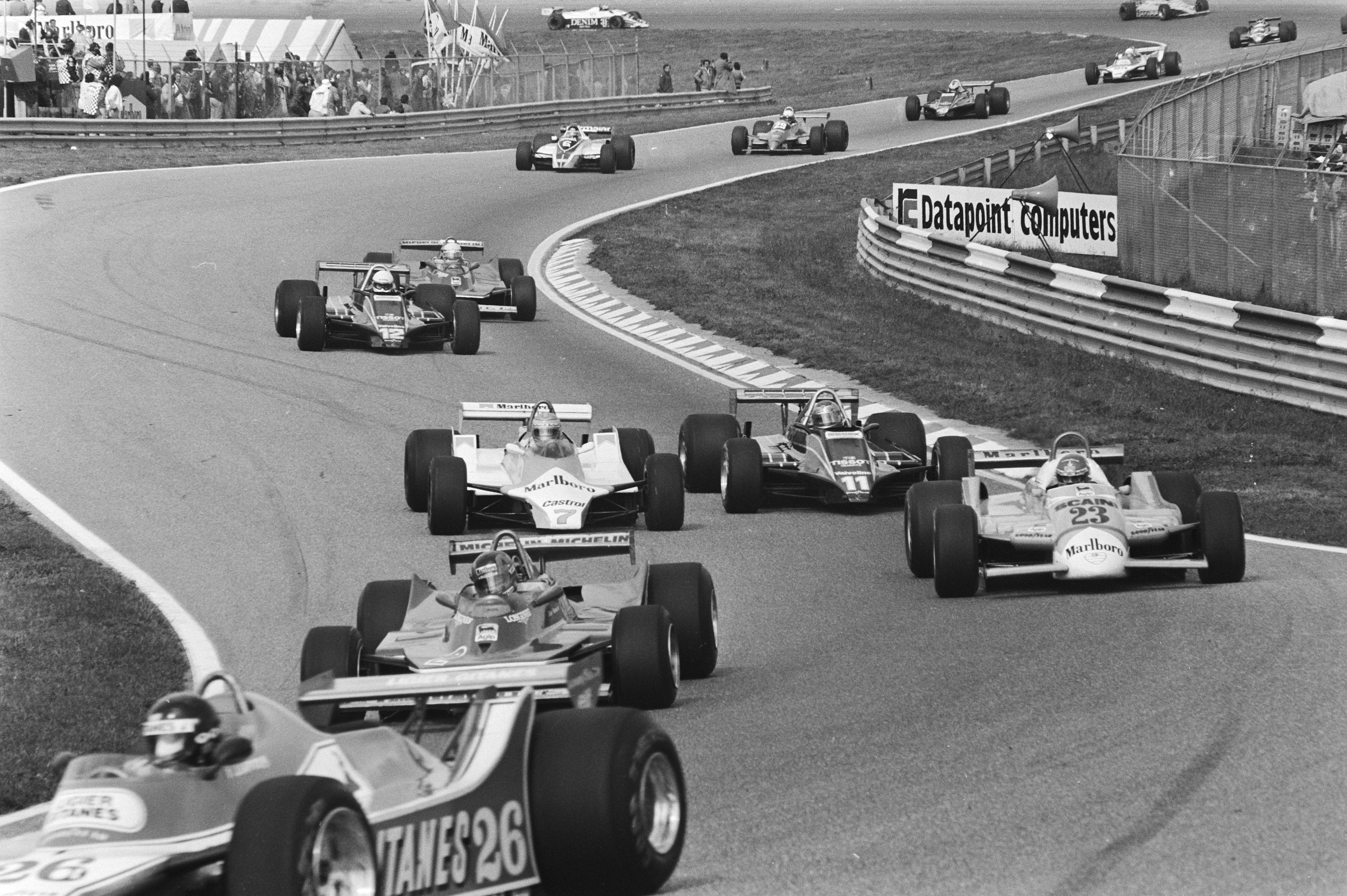
Starten av Nederländernas Grand Prix 1980.
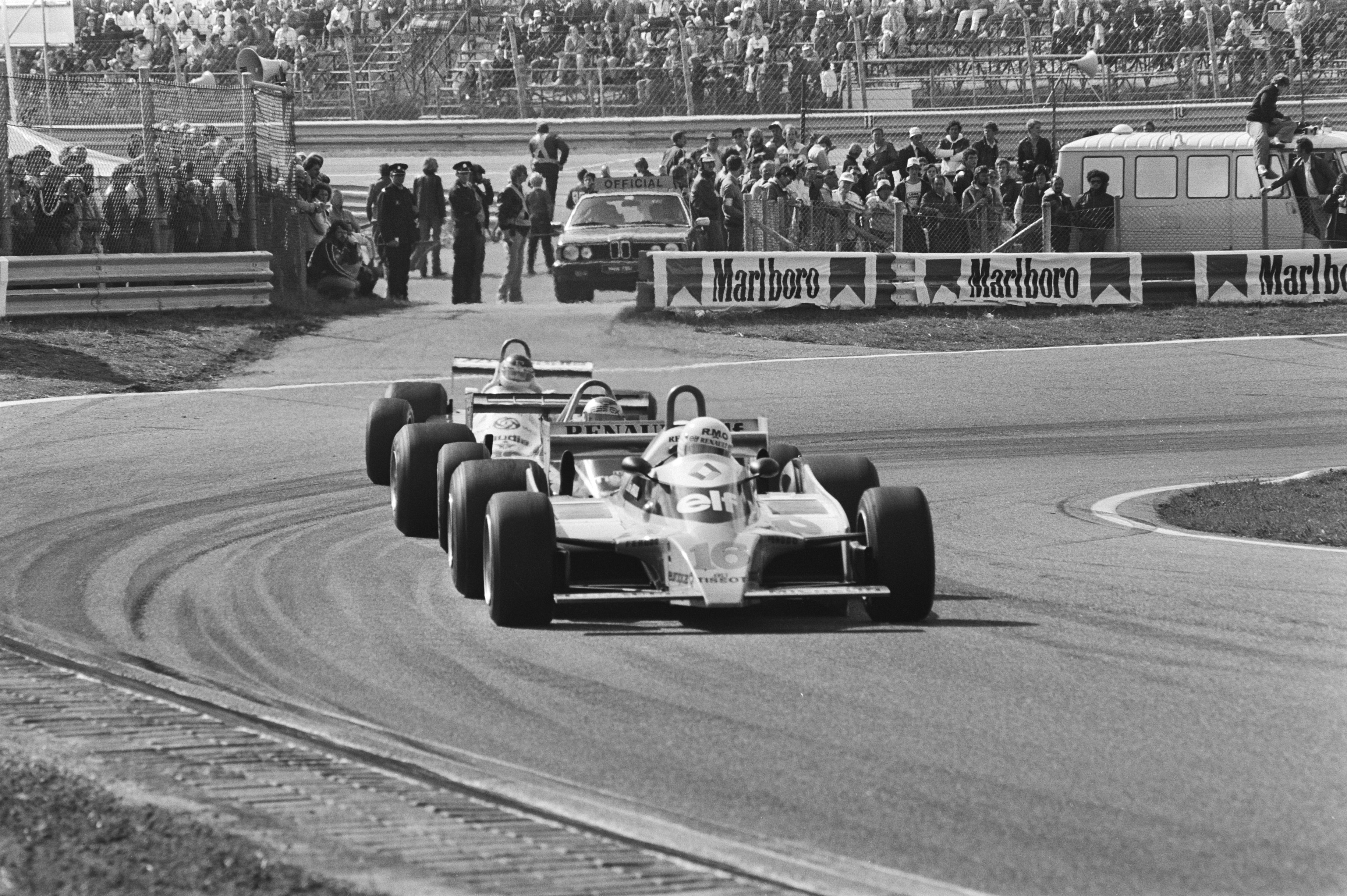
René Arnoux tätt före Mario Andretti och Carlos Reutemann.
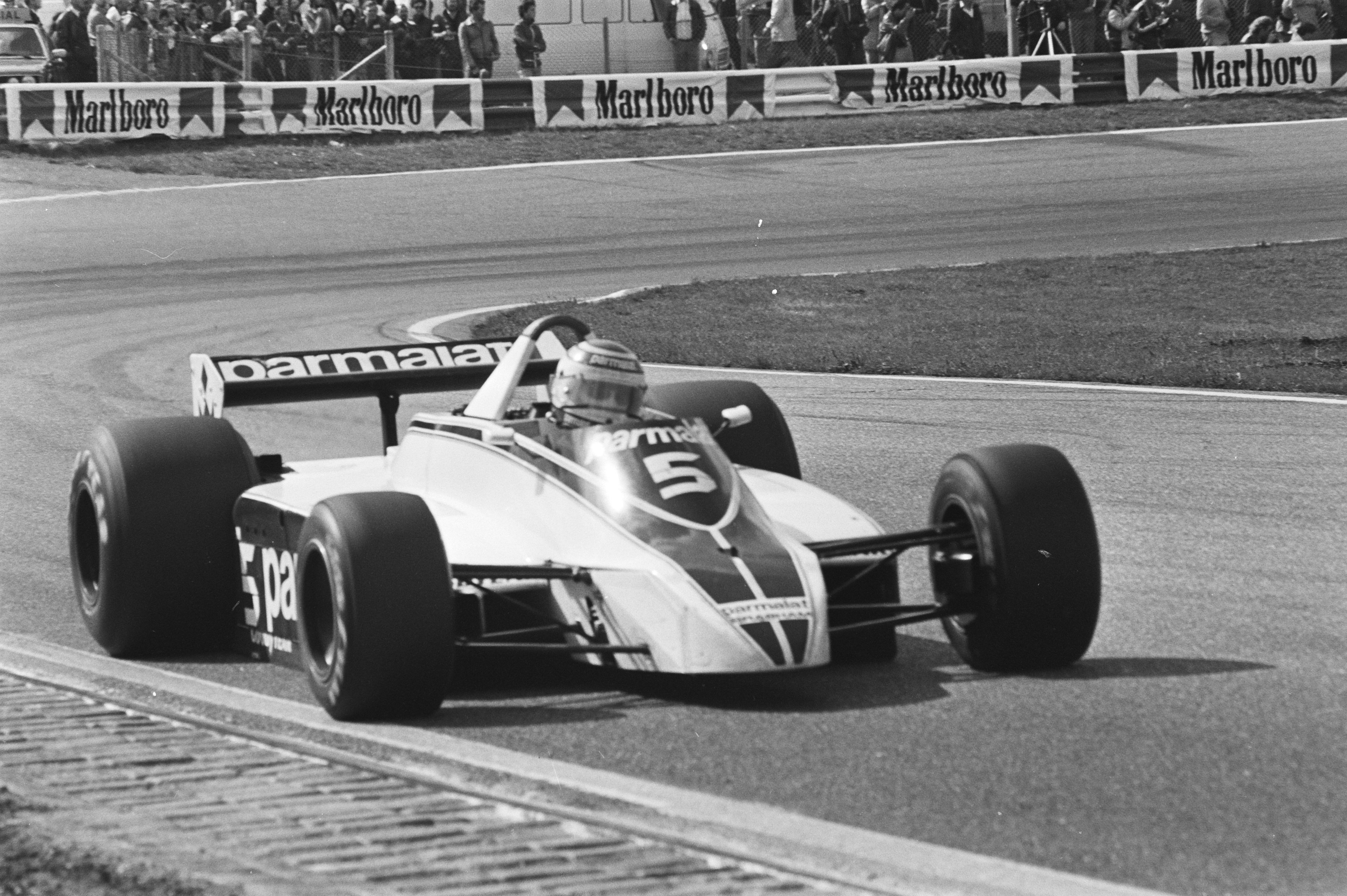
Segraren Nelson Piquet i sin Brabham.